# Alfred Brecht (Grafiker)
Alfred Brecht (* 10. Juli 1904 in Gadenstedt, Landkreis Peine; † 18. April 1983 in Hannover) war ein deutscher Grafiker und Heraldiker.

## Leben
Nach einer Ausbildung als Verwaltungsangestellter und Kaufmann in Braunschweig zog er nach Hamburg. 1934 wurde er Leiter einer kaufmännischen Schule in Breslau. In dieser Zeit lernte er auch seine zukünftige Frau kennen. Aus der Ehe gingen vier Kinder hervor.
Die Familie zog nach Berlin, wo Brecht für die Zigarettenfirma Haus Bergmann arbeitete, bevor er zum Wehrdienst (1940–1945) eingezogen wurde.
Ab 1946 war Brecht als Grafiker und Heraldiker tätig. Nach einem Aufenthalt in Lehrte zog er nach Hannover, wo er seine zweite Frau kennenlernte. Dort übernahm er von 1961 bis zu seinem Tod 1983 die Geschäftsführung und den Vorsitz des Heraldischen Vereins „Zum Kleeblatt“. Zu seinen Tätigkeiten gehörten unter anderem die Herausgabe und Redaktion der „Heraldischen Schriften“ (1960–1979, 1981–1983) sowie die Führung der Niedersächsischen Wappenrolle (1971–1977).

## Werke
Brechts Werke umfassen 250 Familien- und Kommunalwappen sowie 1500 Federzeichnungen, Radierungen, Aquarelle und Ölgemälde von Hofstellen, Gutshäusern, Kirchen, Klöstern und Mühlen im Großraum Hannover.
Ein besonderes Augenmerk legte Brecht bei seiner Arbeit auf die Abbildung von Bäumen. Dieses Interesse spiegelt sich ebenfalls in seinen hinterlassenen Werken wider.
Sein Hauptarbeitsfeld war später die Heraldik. Dazu befasste er sich zunächst eingängig mit der Geschichte der auftraggebenden Orte und Familien, bevor er ein dazu passendes Wappen in seiner Werkstatt entwarf.

### Entworfene Kommunalwappen
| Region Hannover      | Wappen Region Hannover      | Aligse, Almhorst, Altmerdingsen, Argestorf, Arnum, Arpke, Bantorf, Barrigsen, Benthe, Bissendorf, Dachtmissen, Dedenhausen, Dedensen, Degersen, Devese, Ditterke, Egestorf, Eltze, Everloh, Evestorf, Fuhrberg, Gehrden, Godshorn, Göxe, Goltern, Grasdorf, Großgoltern, Groß Munzel, Gümmer, Landkreis Hannover, Harenberg, Harkenbleck, Heitlingen, Hiddestorf, Holtensen (Barsinghausen), Holtensen (Wennigsen), Ihme-Roloven, Immensen, Katensen, Kirchdorf, Kirchwehren, Koldingen, Krähenwinkel, Landringhausen, Langreder, Lathwehren, Lemmie, Leveste, Linderte, Lohnde, Müllingen, Nöpke, Northen, Ohlendorf, Oldhorst, Ostermunzel, Pattensen, Redderse, Reden, Rethen, Röddensen, Schillerslage, Schulenburg, Sehnde, Sorgensen, Sorsum, Steinwedel, Stemmen, Velber, Wassel, Weetzen, Wettbergen, Wichtringhausen, Wilkenburg, Winninghausen |
| Landkreis Gifhorn    | Wappen Landkreis Gifhorn    | Brome, Samtgemeinde Brome, Ohof |
| Landkreis Steinburg  | Wappen Landkreis Steinburg  | Krempe, Amt Krempermarsch |
| Landkreis Heidekreis | Wappen Landkreis Heidekreis | Bomlitz |
| Landkreis Peine      | Wappen Landkreis Peine      | Abbensen, Alvesse, Bierbergen, Blumenhagen, Clauen, Eddesse, Eickenrode, Equord, Horst (Wipshausen), Ilsede, Mehrum, Oedesse, Oelerse, Ölsburg, Ohlum, Plockhorst, Rietze, Röhrse, Rötzum, Rüper, Soßmar, Stedum, Voigtholz-Ahlemissen, Wendesse, Wense, Woltorf |
| Landkreis Goslar     | Wappen Landkreis Goslar     | Bündheim |

### Federzeichnung

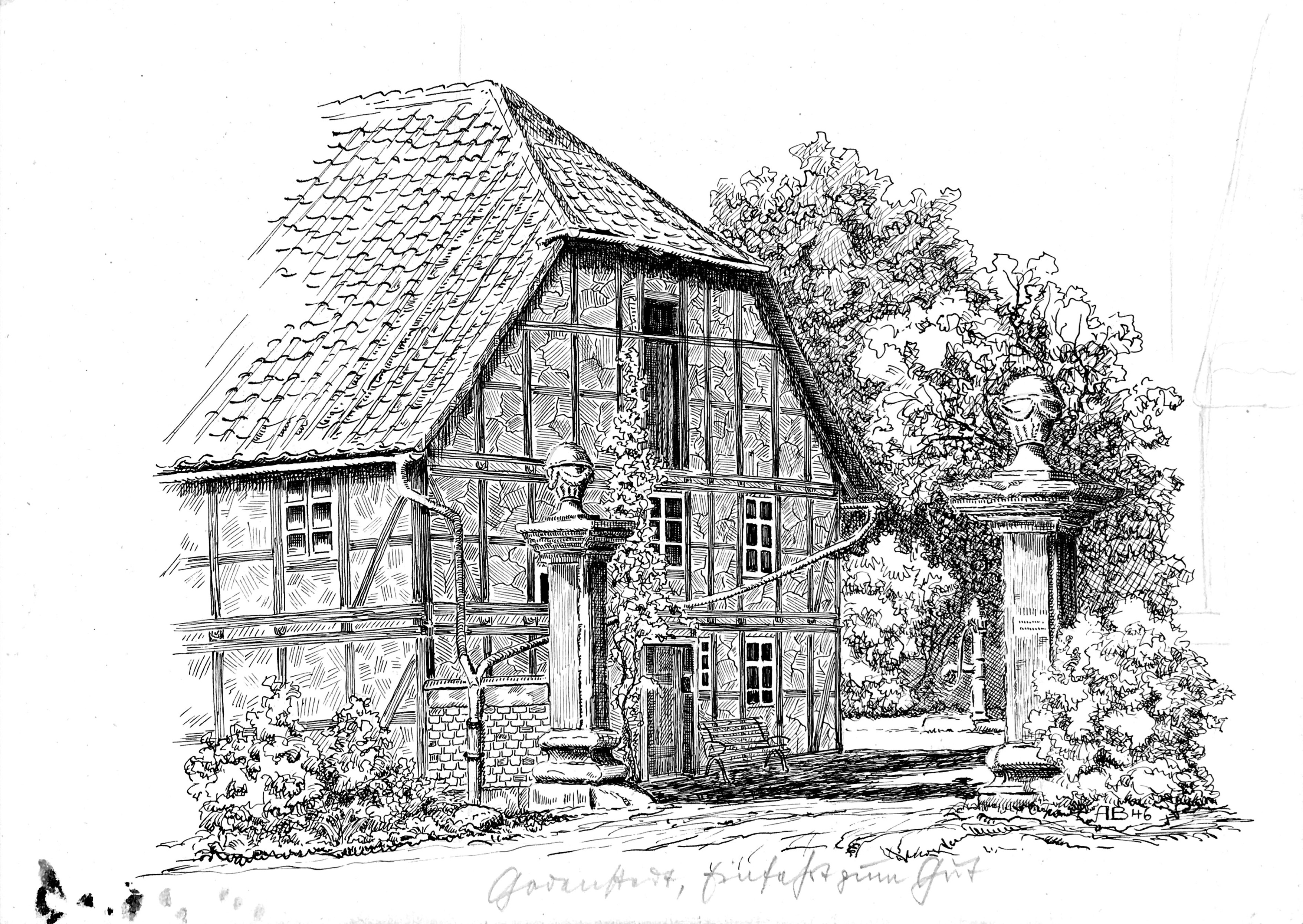
Zufahrt zum Gadenstedter Gutshaus